# Loutraki-Perachora-Agioi Theodoroi
Loutraki-Perachora-Agioi Theodoroi (griego: Λουτράκι-Περαχώρα-Άγιοι Θεόδωροι) es un municipio de la República Helénica perteneciente a la unidad periférica de Corintia de la periferia de Peloponeso.
El municipio se formó en 2011 mediante la fusión de los antiguos municipios de Agioi Theodoroi y Loutraki-Perachora, que pasaron a ser unidades municipales. La capital municipal es la villa de Loutraki. El municipio tiene un área de 294,9 km².
En 2011 el municipio tiene 21 221 habitantes, de los cuales 16 578 viven en la unidad municipal de Loutraki-Perachora.
Ocupa la mitad occidental del istmo de Corinto y se ubica al este de la ciudad de Corinto. En su término municipal se halla el canal de Corinto.